# 오메르타
오메르타는 시칠리아 마피아의 규칙이다. 마피아의 일원이 되기 위하여 맹세를 할 때 서로의 손가락에 바늘을 찔러 피를 내고 의식을 실시하는 것으로부터이 이름이 붙었다. 흔히 마피아 십계명이라고도 불린다. 침묵과 복종의 규칙이다. 마피아의 멤버는 어떠한 일이있어도 조직의 비밀을 지킨다. 비밀을 폭로할 경우 행방불명이 된다든지, 고문을 받는 등 심한 제재가 가해진다. 